# (923) Герлуга
(923) Герлуга (лат. Herluga) — астероид главного пояса, принадлежащий к спектральному классу C. Астероид был открыт 30 сентября 1919 года немецким астрономом Карлом Рейнмутом в обсерватории Хайдельберг-Кёнигштуль, Германия. Астероид был назван женским именем, взятым из немецкого ежегодного календаря Lahrer hinkender Bote, и никак не связанным с современниками Рейнмута. Давать имена астероидам без привязки к конкретному человеку было обычной практикой астронома.

## Орбита и классификация
Орбита астероида лежит в центральной части главного пояса астероидов, имеет большую полуось 2,6171 а. е., эксцентриситет 0.1949 и наклон относительно эклиптики 14°. Герлуга расположена в области орбит астероидов семейства Эвномии, но фактически к нему не относится. 
Астероид, наряду с (70) Панопея, (194) Прокна и другими объектами, находится в трёхчастном резонансе с Юпитером и Сатурном.

## Физические характеристики
По классификации Толена Герлуга представляет собой обычный углеродистый астероид типа C.
На основании кривых блеска, полученных в 2008 году, определён период вращения астероида, равный 19,746 ч., и изменение блеска, равное 0,16 звёздной величины.
Согласно данным наблюдения инфракрасных спутников Akari, IRAS и WISE астероид имеет диаметр между 32,47 и 34,78 км, а альбедо поверхности между 0,037 и 0,0421.